# Église Saint-Basile-d'Ostrog d'Obilićevo
Pour les articles homonymes, voir Église Saint-Basile-d'Ostrog.
L'église Saint-Basile-d'Ostrog (en serbe cyrillique : Храм Светог Василија Острошког ; en serbe latin : Hram Svetog Vasilija Ostroškog) est située en Bosnie-Herzégovine, dans la Ville de Banja Luka et dans le quartier d'Obilićevo.

## Localisation

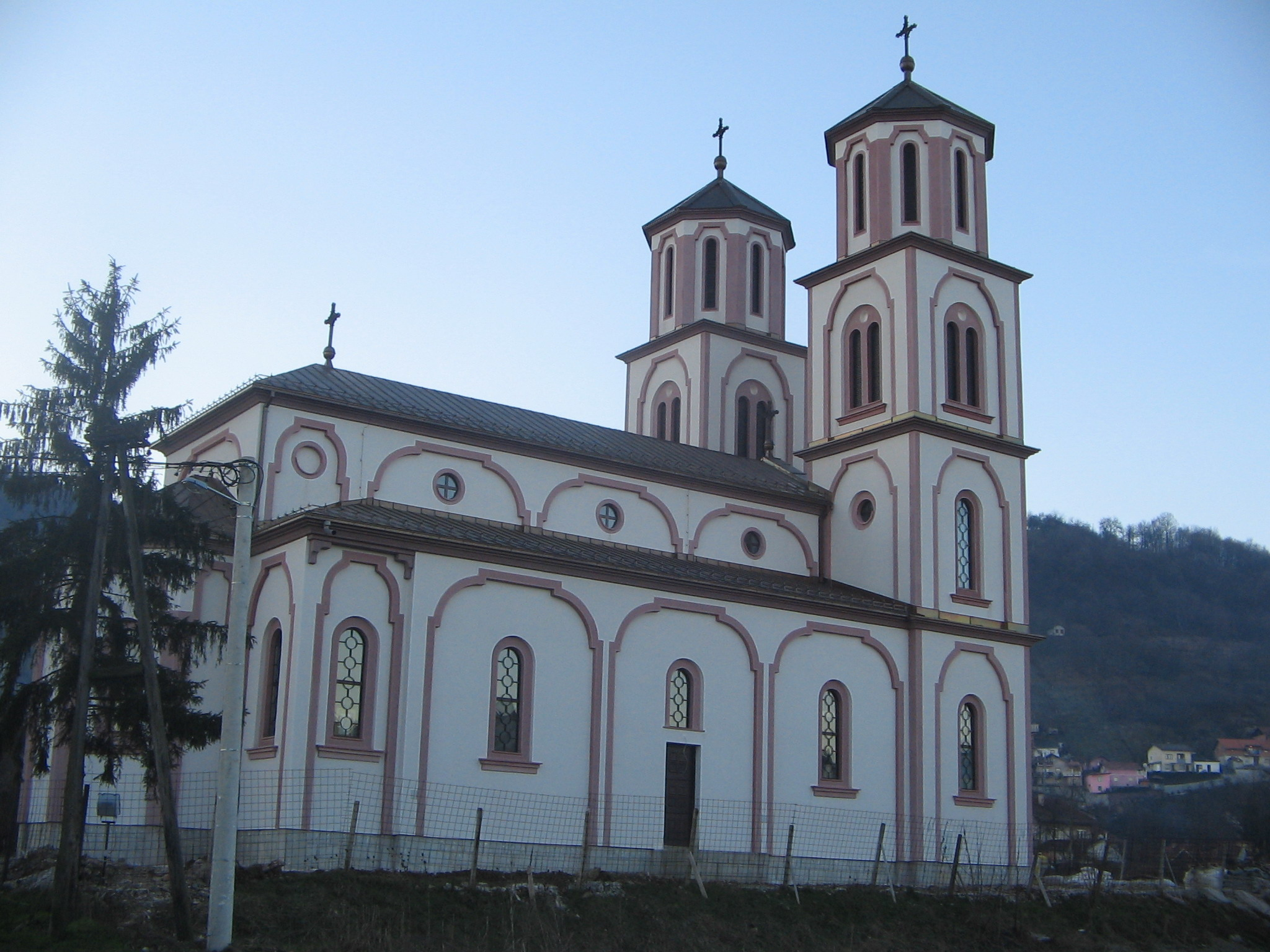

## Architecture

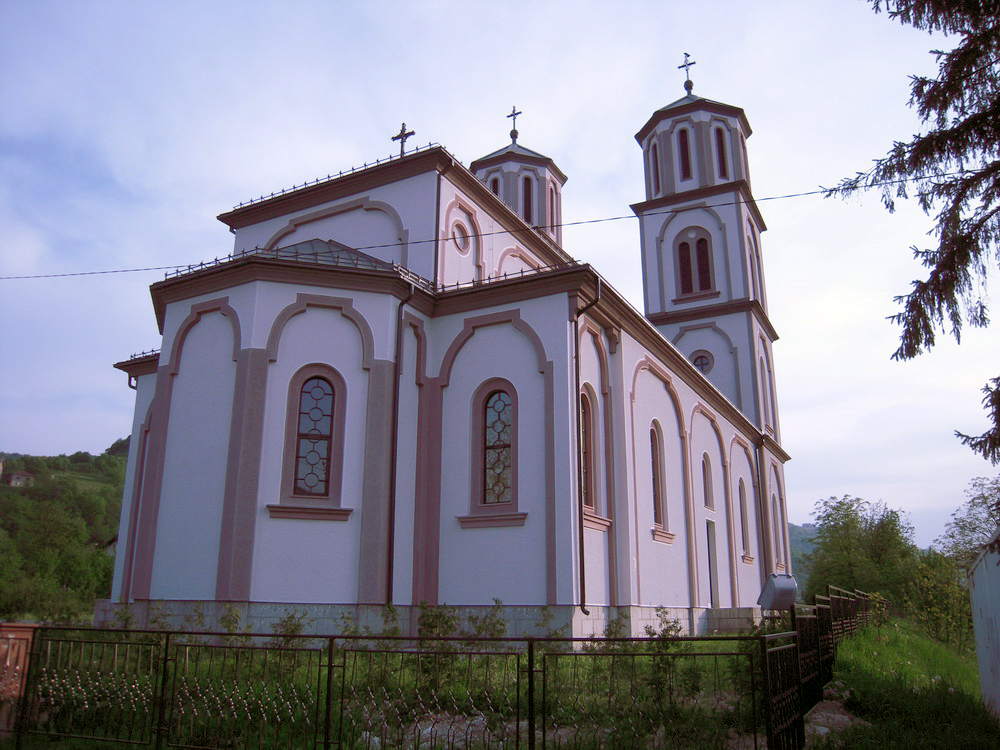